# Pep Biel
Pep Biel (Sant Joan, 1996. szeptember 5. –) spanyol labdarúgó, az amerikai Charlotte középpályása kölcsönben a görög Olimbiakósz csapatától.

## Pályafutása
Biel a spanyolországi Sant Joanban született. Az ifjúsági pályafutását a Constancia akadémiájánál kezdte, majd a Rayo Vallecanonál folytatta.
Profi pályafutását alacsonyabb ligákban szereplő kluboknál kezdte. 2018-ban mutatkozott be a másodosztályú Real Zaragoza első csapatában. 2019-ben a dán Københavnhoz igazolt. 2022. szeptember 1-jén ötéves szerződést kötött a görög első osztályban szereplő Olimbiakósszal. 2022. szeptember 3-án debütált a ligában, az Iónikosz ellen hazai pályán 3–1-es győzelemmel zárult mérkőzésen és megszerezte első gólját is. A 2023–24-es szezon második felében a német Augsburgnál, míg a 2024–25-ös idény első felében az amerikai Charlotte csapatát erősítette kölcsönben.

## Statisztikák
2024. május 18. szerint
| Klub                   | Szezon   | Osztály             | Bajnokság | Bajnokság | Kupa  | Kupa | Nemzetközi | Nemzetközi | Összesen | Összesen |
| Klub                   | Szezon   | Osztály             | Meccs     | Gól       | Meccs | Gól  | Meccs      | Gól        | Meccs    | Gól      |
| ---------------------- | -------- | ------------------- | --------- | --------- | ----- | ---- | ---------- | ---------- | -------- | -------- |
| Real Zaragoza          | 2017–18  | Segunda División    | 2         | 0         | 0     | 0    | —          | —          | 2        | 0        |
| Real Zaragoza          | 2018–19  | Segunda División    | 21        | 6         | 1     | 0    | —          | —          | 22       | 6        |
| København              | 2019–20  | Danish Superliga    | 29        | 4         | 3     | 0    | 9          | 1          | 41       | 5        |
| København              | 2020–21  | Danish Superliga    | 27        | 2         | 1     | 0    | 3          | 1          | 31       | 3        |
| København              | 2021–22  | Danish Superliga    | 32        | 11        | 1     | 0    | 14         | 7          | 47       | 18       |
| København              | 2022–23  | Danish Superliga    | 7         | 6         | 0     | 0    | 2          | 0          | 9        | 6        |
| Olimbiakósz            | 2022–23  | Super League Greece | 30        | 9         | 4     | 1    | 5          | 0          | 39       | 10       |
| Olimbiakósz            | 2023–24  | Super League Greece | 13        | 1         | 0     | 0    | 7          | 1          | 20       | 2        |
| Augsburg (kölcsönben)  | 2023–24  | Bundesliga          | 11        | 0         | 0     | 0    | —          | —          | 11       | 0        |
| Charlotte (kölcsönben) | 2024     | MLS                 | 0         | 0         | 0     | 0    | —          | —          | 0        | 0        |
| Összesen               | Összesen | Összesen            | 172       | 39        | 10    | 1    | 40         | 10         | 222      | 50       |

## Sikerei, díjai
København
- Danish Superliga
  - Bajnok (1): 2021–22
  - Ezüstérmes (1): 2019–20

Egyéni
- Danish Superliga – Az Év Játékosa: 2021–2022
- Danish Superliga – A Hónap Játékosa: 2021 augusztus
- København – Az Év Játékosa: 2021–22
- Super League Greece – A Hónap Játékosa: 2022 szeptember